# Grup de Rio
El Mecanisme Permanent de Consulta i Concertació Política, conegut com el Grup de Río (Grupo de Río en castellà, Grupo do Rio en portuguès) és un organisme internacional que realitza reunions anuals entre els caps d'Estat i de caps de govern dels països que en són membres, de l'Amèrica Llatina i del Carib. Fou creat el 31 de desembre de 1986 per la Declaració de Rio de Janeiro subscrita per l'Argentina, el Brasil, Colòmbia, Mèxic, Panamà, el Perú, l'Uruguai i Veneçuela. En l'actualitat també en són membres Belize, Bolívia, Costa Rica, Cuba, la República Dominicana, l'Equador, El Salvador, Guatemala, Guaiana, Haití, Hondures, Jamaica, Nicaragua, Paraguai i el Surinam.